# Limbă-de-mare
Limba-de-mare (Solea lascaris sau Pegusa lascaris) este un pește marin din familia soleidelor, ordinul Pleuronectiformes.

## Caracteristici
Corpul are formă de limbă, este asimetric, acoperit cu solzi mărunți și are până la 60 cm lungime. Ochii sunt mici, situați pe partea dreaptă a corpului, iar colorația este, de obicei, cenușie-cafenie, cu pete negre sau cu un desen marmorat. Partea stângă este albă. Limba-de-mare se hrănește cu nevertebrate de pe fundul mării și peștișori.

## Răspândire
Limba-de-mare este răspândită în estul Oceanului Atlantic din sudul Norvegiei până în Senegal și în Marea Mediterană. În Marea Neagră și în Marea Azov se întâlnește subspecia Solea lascaris nasuta, care atinge 30 cm lungime.